# Les Films du Nord
 (juillet 2025).
Motif : Filmographies à mettre par ordre chronologique (et non antichronologique), titres de films à mettre en forme (italique, respect des règles d'utilisation des majuscules), quelques passages à reformuler car peu encyclopédique voire proche de l'autopromo...
 (juillet 2025).
Si vous disposez d'ouvrages ou d'articles de référence ou si vous connaissez des sites web de qualité traitant du thème abordé ici, merci de compléter l'article en donnant les références utiles à sa vérifiabilité et en les liant à la section « Notes et références ».
Les Films du Nord est une société de production, créée en 1995 par Arnaud Demuynck et Laurence Deydier, basée à Lille (France). Depuis 2001, Les Films du Nord se consacrent exclusivement à la production de films d'animation d'auteur. Les techniques d'animation sont variées : dessins animés, films de marionnettes, sable animé, papier découpé, expériences numériques, films introspectifs, humoristiques, littéraires, graphiques, documentaire... C’est sous toutes ses formes, genres et publics que Les Films du Nord envisagent leurs productions.
Les Films du Nord défendent sur un axe France-Belgique des courts métrages d'animation pour adultes et pour enfants. Ils font promouvoir leur diffusion dans le monde entier. Pour cela, ils s'allient à trois autres sociétés : La Boîte... Productions (Bruxelles), Digit Anima (Tournai) et le Studio Suivez mon regard (Mouscron).
Les Films du Nord ont notamment travaillé sur des coproductions avec les sociétés suivantes : Folimage (Valence), Les Armateurs (Paris), Sacrebleu Productions (Paris), Fargo (Bourg-les-Valence), Vivement lundi ! (Rennes), Caméra Etc. (Liège), Digital Graphics (Liège), SOIL (Bruxelles), Frits GCV (Anvers), Lunanime (Gand)...
La société met une énergie considérable à produire des courts métrages d’animation d’auteur pour le jeune public.  
Entre 2014 et 2015, le programme Le Parfum de la carotte a atteint 175 000 entrées dans les salles de cinéma.
Ce titre du programme est donné par le moyen métrage qui le compose avec trois courts métrages de six minutes. Les thèmes sont le vivre-ensemble, la solidarité, le plaisir de manger, de partager, et de soigner la qualité nutritionnelle ! Il y a dans ce programme des premiers films, l’adaptation d’un livre jeunesse, l’adaptation d’un conte traditionnel, des comédiens reconnus (Agnès Jaoui, Jean-Baptiste Marcenac).
Le Parfum de la carotte a été diffusé sur France Télévisions, RTS (Suisse), RTBF (Belgique francophone), VRT (Belgique néerlandophone), Canal+ Family, et est déjà en cours d’acquisition par plusieurs chaines dans le monde (Allemagne, Norvège, Mexique, Italie…). Les films du programme ont été doublés en anglais et en néerlandais. Ils le seront prochainement en Allemand, norvégien, italien, espagnol…  Et le DVD est sorti le 1er septembre 2015 chez ARTE Editions.
En novembre 2015, les Films du Nord fêtent leurs 20 ans d’existence avec 100 films produits. Ils ont été multi-diffusés dans les festivals du monde entier et vendus à de nombreuses chaînes.
Le film Traces est présélectionné pour les Oscars de 2021 dans la catégorie « court métrage d'animation ».

## Filmographie

### Courts et moyens métrages
1. 2024 : La Princesse et le Rossignol de Pascale Hecquet et Arnaud Demuynck
2. 2024 : L'Aigle et le Roitelet de Paul Jadoul
3. 2024 : Moineaux de Rémi Durin
4. 2024 : La carpe et l'enfant de Morgane Simon et Arnaud Demuynck
5. 2024 : Le Génie dans la bouteille de Thomas Leclercq
6. 2024 : Le Monstre marin de Frits Standaert
7. 2024 : Le Tunnel de la nuit d'Annechien Strouven
8. 2023 : La Colline aux cailloux de Marjolaine Perreten
9. 2023 : Tête en l'air de Rémi Durin
10. 2023 : Va-t'en, Alfred ! de Célia Tisserant et Arnaud Demuynck - librement adapté de l'album "Va-t'en, Alfred !" de Catherine Pineur - éditions l'école des loisirs  et éditions Pastel
11. 2022 : Grosse Colère de Célia Tisserant et Arnaud Demuynck - librement adapté de l'album "Grosse Colère" de Mireille d'Allancé - éditions l'école des loisirs
12. 2022 : Quand j'avais peur du noir de Célia Tisserant et Arnaud Demuynck - librement adapté de l'album "Quand j'avais peur du noir" de Mireille d'Allancé - éditions l'école des loisirs
13. 2022 : Les Biscuits de Mamy de Frits Standaert
14. 2022 : Pourquoi les arbres perdent leurs feuilles à l'automne ? de Pascale Hecquet
15. 2022 : Pourquoi la neige est blanche ? de Pascale Hecquet
16. 2021 : La Trop Petite Cabane d'Hugo Frasseto
17. 2021 : Vague à l'âme de Cloé Coutel
18. 2021 : Giuseppe d'Isabelle Favez
19. 2020 : Les Bouteilles à la mer de Célia Tocco - librement adapté de l'album "Les bouteilles à la mer" d'Hubert Ben Kemoun et Olivier Latyk - éditions Flammarion
20. 2020 : Dame Saisons de Célia Tisserant et Arnaud Demuynck
21. 2020 : Dame Tartine aux fruits de Pascale Hecquet
22. 2020 : L'ours qui avala une mouche de Pascale Hecquet
23. 2019 : La Petite Grenouille à grande bouche de Célia Tocco
24. 2019 : Éphémères de Cloé Coutel
25. 2019 : Le Tigre et son maître de Fabrice Luang Vija
26. 2019 : La Pêche miraculeuse de Fabrice Luang Vija
27. 2019 : Une fable en délire : La Poule, le Chat et autres bestioles de Fabrice Luang Vija
28. 2019 : La Cerise sur le gâteau de Frits Standaert
29. 2019 : Le Petit Poussin roux de Célia Tisserant
30. 2019 : Le Quatuor à cornes - Là-haut sur la montagne de Benjamin Botella et Arnaud Demuynck
31. 2019 : Tout là-haut de Martina Svojiková
32. 2019 : Traces d'Hugo Frassetto et Sophie Tavert Macian
33. 2019 : Zibilla d'Isabelle Favez
34. 2019 : Le Dernier Jour d'automne de Marjolaine Perreten
35. 2019 : C'est moi le plus beau d'Anaïs Sorrentino et Arnaud Demuynck - librement adapté de l'album "C'est moi le plus beau" de Mario Ramos -  éditions l'école des loisirs et éditions Pastel
36. 2019 : C'est moi le plus fort d'Anaïs Sorrentino et Arnaud Demuynck - librement adapté de l'album "C'est moi le plus fort " de Mario Ramos - éditions l'école des loisirs et éditions Pastel
37. 2019 : Le Retour du Grand Méchant Loup de Pascale Hecquet
38. 2018 : Matilda d'Irene Iborra et Eduard Puertas
39. 2018 : Au fond du lac - Vanités de Zoltán Horváth
40. 2018 : Grand Loup et Petit Loup de Rémi Durin
41. 2018 : Où vas-tu Basile ? de Jérémie Mazurek
42. 2018 : Bamboule d'Emilie Pigeard
43. 2018 : Aglaé la pipelette de Pascale Hecquet - librement adapté de l'album "Aglaé la pipelette" d'Yves Cotten - Beluga éditions
44. 2018 : Dorothy la vagabonde d'Emmanuelle Gorgiard
45. 2018 : L'Humble Tailleur de pierre de Frits Standaert
46. 2018 : La Tortue d'or de Célia Tisserant et Célia Tocco
47. 2017 : Promenons-nous d'Hugo Frasseto
48. 2017 : Un travail de fourmis d'Anaïs Sorrentino
49. 2017 : Trop Petit Loup d'Arnaud Demuynck
50. 2017 : L'Arbre à grosse voix d'Anaïs Sorrentino
51. 2017 : Le Quatuor à cornes de Benjamin Botella et Arnaud Demuynck
52. 2016 : Le Vent dans les roseaux de Nicolas Liguori et Arnaud Demuynck
53. 2016 : La Licorne de Rémi Durin - librement adapté de l'album "La Licorne" de Martine Bourre - éditions Pastel
54. 2016 : Le Pingouin de Pascale Hecquet
55. 2016 : La Lune d'or de Pascal Adant
56. 2015 : La loi du plus fort de Pascale Hecquet
57. 2015 : Compte les moutons de Frits Standaert - librement adapté de l'album "Compte les moutons !" de Mireille d'Allancé - éditions l'école des loisirs
58. 2015 : La Fontaine fait son documentaire de Pascal Adant
59. 2015 : Dentelles et dragon d'Anaïs Sorrentino
60. 2015 : Tranche de campagne d'Hannah Letaïf
61. 2015 : La Soupe au caillou de Clémentine Robach
62. 2015 : La petite fille et la nuit de Madina Iskhakova
63. 2015 : Train de vie de Lisa Matuszak
64. 2015 : Totems de Paul Jadoul
65. 2015 : La Chasse au dragon d'Arnaud Demuynck
66. 2015 : Une autre paire de manches de Samuel Guénolé
67. 2015 : Without Sugar de Marion Auvin
68. 2015 : La Galette court toujours de Pascale Hecquet
69. 2015 : Le Renard minuscule d'Aline Quertain et Sylwia Szkiladz
70. 2014 : La Confiture de carottes d'Anne Viel
71. 2014 : La Carotte géante de Pascale Hecquet
72. 2014 : Le Petit Hérisson partageur de Marjorie Caup - librement adapté de l'album Le Petit Hérisson partageur de José Mendès et Vanessa Gauthier - éditions Flammarion
73. 2014 : Le Parfum de la carotte d'Arnaud Demuynck et Rémi Durin
74. 2014 : Le vélo de l'éléphant d'Olesya Shchukina
75. 2014 : Le Printemps de Bernard de Thierry Onillon et Mathieu Buchalski
76. 2014 : Beuââârk ! de Gabriel Jacquel
77. 2014 : La Moufle de Clémentine Robach
78. 2014 : Qui j'ose aimer de Laurence Deydier et Hugo Frassetto
79. 2014 : Le Fontaine fait son cinéma, le Corbeau et le Renard de Pascal Adant
80. 2013 : Betty's Blues de Rémi Vandenitte
81. 2013 : Braise d'Hugo Frassetto
82. 2013 : Les Démons de Ludwig de Gabriel Jacquel
83. 2013 : Les Voiles du partage de Pierre Mousquet et Jérôme Cauwe
84. 2013 : Us de Julie Rousset et Ulrich Totier
85. 2013 : Chamane Bazar de Zoltán Horváth
86. 2012 : Les Fables en délire, La Poule, L'Éléphant, et le Serpent de Fabrice Luang Vija
87. 2012 : Allez Hop ! de Juliette Baily
88. 2012 : Un Spectacle interrompu de Christophe Gautry et Arnaud Demuynck
89. 2012 : Vertige de Christophe Gautry et Mathieu Brisebras
90. 2012 : Ceux d'en haut d'Izù Troin
91. 2011 : Bisclavret d'Émilie Mercier
92. 2011 : Je maudis ma nuit de Félicie Haymoz
93. 2011 : Rumeurs de Frits Standaert
94. 2011 : dANCE d'Hilaire Van den Broeck
95. 2011 : La Garde-barrière d'Hugo Frassetto
96. 2011 : Journal d'un frigo de Joséphine Derobe
97. 2011 : Sumo de Laurène Braibant
98. 2011 : L'Histoire du Petit Paolo de Nicolas Liguori
99. 2011 : Les yeux de la tête de Pierre Mousquet et Jérôme Cauwe
100. 2011 : Fugue de Vincent Bierrewaerts
101. 2010 : La femme à cordes de Vladimir Mavounia-Kouka
102. 2010 : La Vénus de Rabo de François Bertin
103. 2010 : Le concile lunatique d'Arnaud Demuynck et Christophe Gautry
104. 2010 : Au bal des pendus de Johan Pollefoort
105. 2010 : Vasco de Sébastien Laudenbach
106. 2010 : Nimbus Machina de Thomas Plaete
107. 2009 : Mémoire fossile d'Anne-Laure Totaro et Arnaud Demuynck
108. 2009 : Sous un coin de ciel bleu d'Arnaud Demuynck et Cecilia Marreiros Marum
109. 2009 : Allons-y! Alonzo! de Camille Moulin-Dupré
110. 2009 : Paix sur la Terre de Christophe Gérard
111. 2009 : De si près de Rémi Durin
112. 2009 : Regarder Oana de Sébastien Laudenbach
113. 2008 : Jazzed d'Anton Setola
114. 2008 : La Vita Nuova d'Arnaud Demuynck et Christophe Gautry
115. 2008 : La leçon de natation de Danny De Vent
116. 2008 : Malban d'Elodie Bouedec
117. 2008 : La Svedese de Nicolas Liguori
118. 2007 : L'Evasion d'Arnaud Demuynck, coréalisation Gilles Cuvelier et Gabriel Jacquel
119. 2007 : Histoire à la gomme de Eric Blésin
120. 2007 : Recto/Verso de Gabriel Jacquel
121. 2007 : Irinka et Sandrinka de Sandrine Stoïanov
122. 2007 : Le Pont de Vincent Bierrewaerts
123. 2006 : À l'ombre du voile d'Arnaud Demuynck
124. 2006 : Marottes de Benoît Razy
125. 2006 : Vos papiers ! de Claire Fouquet
126. 2006 : Les Fables en délire, 4e partie de Fabrice Luang-Vija
127. 2006 : Les Fables en délire, 3e partie de Fabrice Luang-Vija
128. 2006 : Le Masque de la Mort rouge de Jacques Donjean
129. 2005 : Lunolin petit naturaliste de Cecilia Marreiros Marum
130. 2005 : Imago de Cédric Babouche
131. 2005 : Chahut de Gilles Cuvelier
132. 2005 : Il pleut bergère de Jérémy Depuydt
133. 2005 : La poupée cassée de Louise-Marie Colon
134. 2004 : Signes de vie d'Arnaud Demuynck
135. 2004 : Bonhommes de Cecilia Marreiros Marum
136. 2004 : Les Fables en délire, 2e partie de Fabrice Luang-Vija
137. 2003 : Les Fables en délire, 1re partie de Fabrice Luang-Vija
138. 2003 : Le Portefeuille de Vincent Bierrewaerts
139. 2003 : La Femme Papillon de Virginie Bourdin
140. 2003 : L'Écrivain de Frits Standaert
141. 2002 : Les Ballons ne reviennent jamais de Cecilia Marreiros Marum
142. 2002 : Square Couine de Fabrice Luang-Vija
143. 1998 : Une nuit de cafard de Jacques Donjean
144. 1996 : L'Insomnie Pastorale de Cecilia Marreiros Marum

### Programmes de courts métrages
- 2025 : La Princesse et le Rosssignol - programme de 3 courts métrages
- 2024 : Chouette, un jeu d'enfants ! - programme de 4 courts métrages | collection La Chouette du cinéma
- 2023 : La Colline aux cailloux - programme de 3 courts métrages
- 2022 : Grosse Colère et Fantaisies - programme de 5 courts métrages | collection La Chouette du cinéma
- 2022 : Un hérisson dans la neige - programme de 3 courts métrages
- 2021 : Grandir c'est Chouette ! - programme de 3 courts métrages | collection La Chouette du cinéma
- 2020 : La Chouette en toque - programme de 5 courts métrages | collection La Chouette du cinéma
- 2020 : Chats par-ci, Chats par-là - programme de 4 courts métrages
- 2019 : Zibilla ou la vie zébrée - programme de 3 courts métrages
- 2019 : Loups tendres et loufoques - programme de 6 courts métrages | collection La Chouette du cinéma
- 2019 : Les Ritournelles de la Chouette - programme de 5 courts métrages | collection La Chouette du cinéma
- 2017 : La Fontaine fait son cinéma - programme de 6 courts métrages | collection La Chouette du cinéma
- 2017 : Le Vent dans les roseaux - programme de 5 courts métrages | collection La Chouette du cinéma
- 2016 : La Chouette entre veille et sommeil - programme de 5 courts métrages | collection La Chouette du cinéma
- 2014 : Le Parfum de la carotte - programme de 4 courts métrages
- 2011 : L'Histoire du Petit Paolo (musiques et chansons) - programme de 4 courts métrages

### Longs métrages
- 2022 : Yuku et la fleur de l'Himalaya - 1er long métrage d'Arnaud Demuynck et Rémi Durin

### Documentaires
- 2016 : Leçon de foi d'Aline Capelle et Chloé Andries
- 2016 : Canto alla Vita de Nicolas Liguori, Turi Finocchiaro et Nathalie Rossetti
- 2014 : S'enfuir de Joachim Thôme
- 2014 : La Corde du diable de Sophie Bruneau
- 2013 : Beaudelot de Camille Fontenier
- 2012 : Chronique basque de Marie-Paule Jeunehomme
- 2011 : Petites Histoires d'accordéon... diatonique de Laurence Deydier